# Надра Банк
Банк «Надра» — один из крупнейших коммерческих банков Украины в 2000-х годах. Был основан в 1993 году. Главный офис расположен в Киеве.
Основным бенефициаром банка является Дмитрий Фирташ.
6 февраля 2015 года Нацбанк Украины ввёл в банк «Надра» временную администрацию. При общей сумме депозитов физлиц в банке в 4 млрд грн, ФГВФЛ оценил суммарную сумму выплат вкладчикам в размерах гарантированной государством суммы возмещения 200 тыс. грн в 3,8 млрд грн. 5 мая НБУ принял решение об отзыве лицензии финучреждения и его ликвидации. За время работы временной администрации банк смог вернуть около 2 миллиардов гривен.
На 2013 год банк располагал пятой по величине региональной сетью отделений — более 500 в 290 населенных пунктах страны. Банк обслуживает порядка 800 тысяч клиентов. Насчитывал более тысячи установленных платёжных терминалов.

## История
26 октября 1993 года банк «Надра» был зарегистрирован в НБУ как открытое акционерное общество коммерческий банк, ориентируясь исключительно на обслуживание угольной промышленности.
В 1995 году банк «Надра» участвовал в первой в истории отечественной банковской системы сделке по поглощению, результатом которой стало присоединение Луганского АБ «Угольпрогрессбанк».
В 2000 году банк «Надра» поглотил «Киево-Печерский АКБ» и АКБ «Слобожанщина». В том же году банк открыл представительство в Будапеште.
С 2003 года банк установил своё присутствие во всех областях Украины.
Во время кризиса 2008—2009 гг. Надра Банк испытывал финансовые трудности, почему получил два кредита для поддержания ликвидности на общую сумму 7,1 млрд грн. В феврале 2009 г. НБУ ввел в Надра Банк временную администрацию и продлевал срок её работы до 2011 г., пока у финучреждения не появился новый инвестор компания Centragas Holding AG Дмитрия Фирташа. В 2013 г. Надра Банк финансировал покупку Фирташем телеканала «Интер». По данным СМИ, банк так и не приступил к погашению старых обязательств, а в 2014 г. вновь получил финансирование от НБУ в связи с оттоком депозитов на сумму около 2,5 млрд грн.
На 1 декабря 2014 года объёмы вкладов физлиц в банк составляли около 4,4 млрд гривен, а долги Банка перед НБУ по краткосрочным и долгосрочным кредитам составляли 8,18 млрд гривен.